# Limassolla malgaska
Limassolla malgaska är en insektsart som beskrevs av Irena Dworakowska 1997. Limassolla malgaska ingår i släktet Limassolla och familjen dvärgstritar.
Artens utbredningsområde är Madagaskar. Inga underarter finns listade i Catalogue of Life.